# Crip Camp
Crip Camp: A Disability Revolution är en amerikansk dokumentärfilm från 2020 regisserad, skriven och samproducerad av Nicole Newnham och James LeBrecht. Barack och Michelle Obama fungerar som exekutiva producenter under deras Higher Ground Productions banner.
Crip Camp hade sin världspremiär på Sundance Film Festival den 23 januari 2020 där den vann publikpriset. Den släpptes den 25 mars 2020 av Netflix och fick hyllningar från kritiker. Filmen har fått en Oscarnominering för bästa dokumentärfilm.

## Handling
Crip Camp startar 1971 på Camp Jened, ett sommarläger i New York som beskrivs som ett "löst, frisinnat läger designat för tonåringar med funktionsnedsättning". Med Larry Allison, Judith Heumann, James LeBrecht, Denise Sherer Jacobson och Stephen Hofmann i huvudrollen fokuserar filmen på de campare som förvandlade sig till aktivister för rörelsen för funktionshindrade och följer deras kamp för tillgänglighetslagstiftning.